# Аспак (Мозель)
Аспак (фр. Aspach) — коммуна на северо-востоке Франции в регионе Гранд-Эст (бывший Эльзас — Шампань — Арденны — Лотарингия), департамент Мозель, округ Сарбур — Шато-Сален, кантон Фальсбур.
Площадь коммуны — 4,13 км², население — 42 человека (2006) с тенденцией к стабилизации: 36 человек (2013), плотность населения — 8,7 чел/км². Ранее входила в состав Лотарингии.

## Население
Численность населения коммуны в 2008 году составляла 44 человека, в 2012 году — 39 человек, а в 2013-м — 36 человек.
| 1962 | 1968 | 1975 | 1982 | 1990 | 1999 | 2006 | 2008 | 2012 | 2013 |
| ---- | ---- | ---- | ---- | ---- | ---- | ---- | ---- | ---- | ---- |
| 59   | 60   | 58   | 49   | 41   | 36   | 42   | 44   | 39   | 36   |

Динамика населения:

## Экономика
В 2010 году из 28 человек трудоспособного возраста (от 15 до 64 лет) 20 были экономически активными, 8 — неактивными (показатель активности 71,4 %, в 1999 году — 66,7 %). Из 20 активных трудоспособных жителей работали 20 человек (12 мужчин и 8 женщин), безработных зарегистрировано не было. Среди 8 трудоспособных неактивных граждан 5 были учениками либо студентами, 2 — пенсионерами, а ещё 1 — был неактивен в силу других причин.